# Banco da Inglaterra

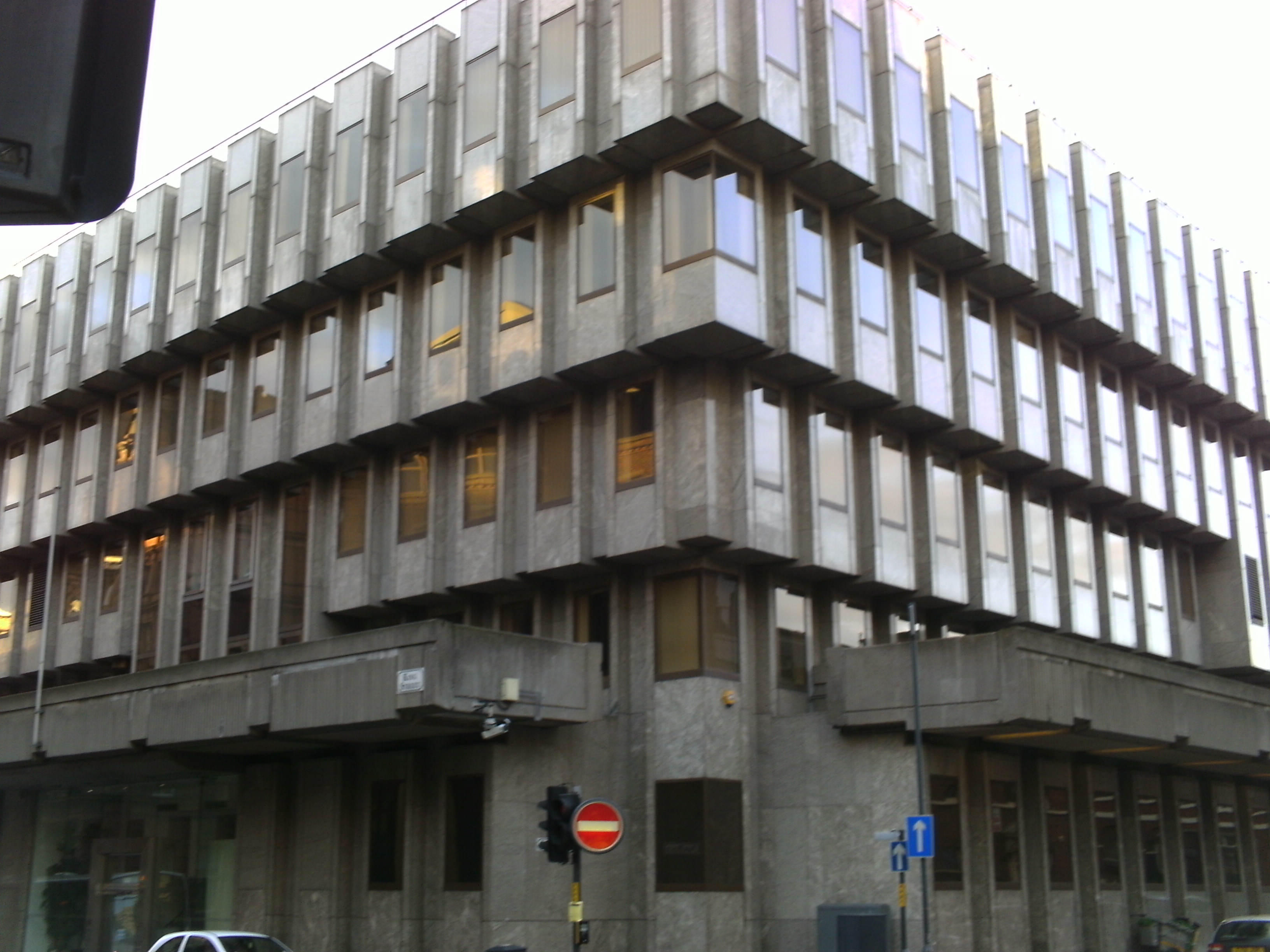
Prédio do Banco da Inglaterra, Leeds.

Banco da Inglaterra (em inglês:  Governor and Company of the Bank of England - abreviado BoE) é uma instituição financeira situada em Londres que age como Banco Central do Reino Unido, criado em 1694 pelo escocês William Paterson como um banco privado com objetivo de financiar a Guerra do Rei Guilherme. Controlado por muito tempo pela família Rothschild, até ser estatizado em 1946.
O banco central do Reino Unido é o modelo no qual os bancos centrais mais modernos se baseiam. Estabelecido para atuar como banco do governo inglês, é o oitavo banco mais antigo do mundo. Tornou-se uma organização pública independente em 1998, com independência na manutenção da estabilidade de preços.
Como regulador e banco central, o Banco da Inglaterra não oferece serviços bancários ao consumidor há muitos anos, mas ainda administra alguns serviços voltados ao público, como a troca de notas bancárias substituídas. É um dos oito bancos autorizados a emitir cédulas no Reino Unido, detém o monopólio da emissão de cédulas na Inglaterra e no País de Gales e regula a emissão de cédulas por bancos comerciais na Escócia e na Irlanda do Norte.
O Comitê de Política Monetária do Banco transferiu a responsabilidade pela gestão da política monetária. O Tesouro tem poderes reservados para dar ordens ao comitê "se forem exigidas pelo interesse público e por circunstâncias econômicas extremas", mas o Parlamento deve endossar tais ordens dentro de 28 dias. Além disso, o Comitê de Política Financeira do Banco foi criado em 2011 como um regulador macroprudencial para supervisionar o setor financeiro do Reino Unido.
A sede do Banco está no principal distrito financeiro de Londres, a City of London, na Threadneedle Street, desde 1734. Às vezes é conhecida como The Old Lady of Threadneedle Street, um nome tirado de um cartoon satírico de James Gillray em 1797. O entroncamento externo é conhecido como Bank Junction.

## Funções
De acordo com seu slogan, o principal objetivo do banco é "promover o bem-estar do povo do Reino Unido, mantendo a estabilidade monetária e financeira". Isso é alcançado de várias maneiras:

### Estabilidade monetária
Preços estáveis e formas seguras de pagamento são os dois principais critérios para a estabilidade monetária.

#### Preços estáveis
Preços estáveis são mantidos buscando garantir que os aumentos de preços cumpram a meta de inflação do governo. O banco visa atingir essa meta ajustando a taxa de juros básica (conhecida como taxa básica do banco), que é decidida pelo Comitê de Política Monetária (MPC) do banco. (O MPC tem responsabilidade delegada para gerenciar a política monetária; o HM Treasury tem poderes reservados para dar ordens ao comitê "se forem necessárias no interesse público e em circunstâncias econômicas extremas", mas o Parlamento deve endossar tais ordens dentro de 28 dias.)
Em 2024, a meta de inflação é de 2%; se essa meta não for atingida, o Governador é obrigado a escrever uma carta aberta ao Chanceler do Tesouro explicando a situação e propondo soluções. Além de definir a taxa básica de juros, a principal ferramenta à disposição do banco nesse aspecto é o afrouxamento quantitativo.

#### Formas seguras de pagamento
O banco tem o monopólio da emissão de notas bancárias na Inglaterra e no País de Gales e regula a emissão de notas por bancos comerciais na Escócia e na Irlanda do Norte. (Os bancos escoceses e da Irlanda do Norte mantêm o direito de emitir suas próprias notas, mas elas devem ser lastreadas uma a uma com depósitos no banco, exceto por alguns milhões de libras que representam o valor das notas que tinham em circulação em 1845.)
Além disso, o banco supervisiona outros sistemas de pagamento, atuando como um agente de liquidação e operando sistemas de liquidação bruta em tempo real, incluindo o CHAPS. Em 2024, o banco estava liquidando cerca de £ 500 bilhões em pagamentos entre bancos por dia.

### Estabilidade financeira
Manter a estabilidade financeira envolve proteger os poupadores, investidores e mutuários do Reino Unido contra ameaças ao sistema financeiro como um todo. As ameaças são detectadas pelas funções de vigilância e inteligência de mercado do banco e tratadas por meio de operações financeiras e outras (tanto no país quanto no exterior). A maioria dessas salvaguardas foi implementada após a crise financeira de 2008:

#### Regulação
Em 2011, a Autoridade de Regulação Prudencial do banco foi estabelecida para regular e supervisionar todos os principais bancos, sociedades de construção civil, cooperativas de crédito, seguradoras e empresas de investimento no Reino Unido ('regulação microprudencial'). O banco também tem um papel estatutário de supervisão em relação às infraestruturas de mercado financeiro.

#### Gestão de riscos
Ao mesmo tempo, o Comitê de Política Financeira (FPC) do banco foi criado para identificar e monitorar riscos no sistema financeiro e tomar as medidas adequadas quando necessário ('regulação macroprudencial'). O FPC publica suas descobertas (e ações tomadas) em um Relatório de Estabilidade Financeira semestral.

#### Serviços bancários
O banco fornece serviços de banco de atacado ao governo do Reino Unido (e a mais de cem bancos centrais estrangeiros). Ele gerencia a Conta de Equalização de Câmbio do Reino Unido em nome do Tesouro do Reino Unido e mantém a conta do Fundo Consolidado do governo. Ele também gerencia as reservas cambiais do país e é o custodiantes das reservas de ouro do Reino Unido (e de outros).
O banco também oferece "suporte de liquidez e outros serviços a bancos e outras instituições financeiras". Bancos comerciais costumam manter uma proporção significativa de suas reservas bancárias em depósito no Banco da Inglaterra. Essas reservas do banco central são usadas pelos bancos para liquidar pagamentos entre si; (por esse motivo, o Banco da Inglaterra às vezes é chamado de "o banco dos bancos"). Em circunstâncias excepcionais, o Banco pode atuar como emprestador de última instância, concedendo crédito quando nenhuma outra instituição o fizer.
Como regulador e banco central, o Banco da Inglaterra não oferece serviços bancários ao consumidor há muitos anos, mas ainda gerencia alguns serviços públicos (como a troca de notas desatualizadas). Até 2017, os funcionários do Banco tinham direito a abrir contas correntes diretamente com o Banco da Inglaterra e recebiam o código de classificação exclusivo 10-00-00.

#### Resolução
Nos termos da Lei Bancária de 2009, o banco é a Autoridade de Resolução do Reino Unido para qualquer banco ou sociedade de construção civil considerada "grande demais para falir"; como tal, está autorizado a agir em caso de falência bancária "para proteger os serviços financeiros vitais e a estabilidade financeira do Reino Unido".

### Serviços e responsabilidades históricos
Entre 1715 e 1998, o Banco da Inglaterra gerenciou os títulos do governo (que formavam a maior parte da dívida nacional): o banco era responsável por emitir títulos aos acionistas, pagar dividendos e manter um registro de transferências; no entanto, em 1998, após a decisão de conceder independência operacional ao banco, a responsabilidade pelo gerenciamento da dívida do governo foi transferida para um novo Escritório de Gestão da Dívida, que também assumiu o gerenciamento de caixa do Tesouro e a responsabilidade pela emissão de letras do Tesouro do banco em 2000. A Computershare assumiu como registradora dos títulos do governo do Reino Unido ([[títulos de dívida pública|títulos de dívida pública ou 'gilts') do banco no final de 2004. O banco, no entanto, continua a atuar como agente de liquidação para o Escritório de Gestão da Dívida e custodiantes de seus títulos.
Desde sua fundação em 1694, o banco forneceu um serviço de banco de varejo para o governo; no entanto, em 2008, decidiu deixar de oferecer esses serviços, que agora são fornecidos por uma variedade de outras instituições financeiras e gerenciados pelo Serviço Bancário do Governo.
Até 2016, o banco fornecia serviços bancários pessoais como um privilégio para funcionários. Anteriormente, o banco mantinha contas privadas e comerciais para todos os tipos de clientes, incluindo indivíduos, pequenas empresas e organizações públicas; mas uma mudança de política após a Primeira Guerra Mundial fez com que o banco se afastasse cada vez mais desse tipo de negócio para se concentrar mais claramente em seu papel de banco central.

## História

### Antecedentes
Após a morte de Carlos II em 1685, a Inglaterra passou por outro período de instabilidade. Jaime II assumiu o trono e fez mudanças para catolicizar a Inglaterra, provocando assim uma tremenda resistência, quando vários oponentes Whig e Tory convidaram Guilherme de Orange da Holanda para assumir o trono, que era neto de Carlos I e casado com a realeza inglesa, portanto existia possibilidade de reivindicação da herança real.
Em 1688, Guilherme reuniu uma grande frota e fez a primeira invasão marítima bem-sucedida das Ilhas Britânicas desde 1066. Quando Guilherme foi coroado rei, descobriu que o governo inglês era uma espécie de fixador superior. A receita anual foi de £ 1,7 milhão de libras, dos quais £ 1,1 milhão foi imediatamente negociado, para pagar por um militar que precisava urgentemente de reparos.
Esse era um problema grave. Luís XIV da França era agressivamente católico e ambicioso, procurando expandir seu território por meio de uma série contínua de guerras. O principal objetivo de William era contra-atacar Louis. Era necessário dinheiro novo, e não viria dos ourives. O parlamento ainda não confiava em William e, como tal, votou apenas em impostos anuais que precisavam ser renovados regularmente.
Uma série de novos impostos foi introduzida, bem como uma loteria. Em 1694, o orçamento do governo triplicou, para £ 5 milhões. Esse era o custo de uma competição adequada entre o estado-nação e a França. Todos os novos impostos, no entanto, ainda produziam um déficit, e o governo precisava de £ 1,2 milhão. 25 Havia urgência para encontrar o dinheiro necessário, por causa das necessidades militares em andamento.

#### Apresentação do banco
Em 1692, Paterson reuniu-se com uma comissão parlamentar encarregada de encontrar novas formas de financiar a Guerra do Rei Guilherme (parte da Guerra dos Nove Anos, 1688-1697), onde propôs criar uma empresa financeira, um fundo monetário (com juros) cujos ativos financeiros seriam usados para emprestar dinheiro ao governo a taxas de juros favoráveis (atual banco central do Reino Unido), que atuaria como o então Banco da Inglaterra, (sendo o oitavo banco mais antigo do mundo). Assim, os acionistas poderiam ganhar juros sobre seus depósitos, a empresa obteria lucro com a diferença entre as distribuições aos acionistas e a taxa de juros dos empréstimos do governo, e o governo teria uma fonte de dinheiro estável e confiável.
A primeira proposta de Paterson foi rejeitada como "muito holandesa". Pouco depois da Revolução Gloriosa (1688/1689), que destronou o rei absolutista fazendo a Inglaterra apoiar o governador holandês Guilherme de Orange-Nassau como rei e Maria Stuart como rainha (fim da monarquia absolutista inglesa); após isso, outra influência holandesa não era desejada. Apenas em 1693/1694 a terceira versão do plano de Paterson de criar o banco central inglês foi aceita (estatizado em 1946), quando o comerciante Michael Godfrey e o secretário do Tesouro Charles Montagu apoiaram - que tinha um déficit de £ 1 milhão de libras - assim apresentou Paterson a outros parlamentares. Em abril de 1694, uma lei foi aprovada para redirecionar vários impostos (incluindo impostos sobre o álcool) ao fundo destinado a fundar o Banco da Inglaterra.
Em junho de 1694, começou o período de assinatura, após dez dias, as ações no valor de £ 1,2 milhão de libras já haviam sido subscritas. O banco foi oficialmente fundado em julho, Paterson nomeou um de seus 24 diretores.
Mas Paterson teve um plano para um novo fundo monetário para apoiar órfãos em Londres, que foi visto pelo conselho como uma competição com o banco (concorrência), assim Paterson foi incitado a renunciar. Em fevereiro de 1695, ele renunciou indignado e vendeu suas ações no banco.

O banco foi estatizado em 1º de março de 1946, que em 1998 tornou-se uma organização pública independente, de propriedade integral do governo, com mandato para apoiar as políticas econômicas do governo da época, mas com independência na manutenção da estabilidade de preços.